# TCR UK Touring Car Championship 2018
La stagione 2018 del TCR UK Touring Car Championship è la prima edizione del campionato organizzato dal BRSCC. Ha avuto inizio il 1º aprile a Silverstone ed è terminata il 14 ottobre a Donington Park. Daniel Lloyd si è aggiudicato il titolo piloti, mentre la sua scuderia, la WestCoast Racing, e la sua vettura, la Volkswagen Golf GTI TCR, si sono aggiudicate rispettivamente il titolo scuderie e il titolo di modello dell'anno. Stewart Lines, su CUPRA TCR, si è invece aggiudicato il titolo piloti DSG.

## Scuderie e piloti
| Scuderia                   | Vettura                  | #  | Pilota            | Gare     |
| -------------------------- | ------------------------ | -- | ----------------- | -------- |
| Wolf-Power Racing          | Renault Mégane TCR       | 5  | Alex Morgan       | 3        |
| Verizon Connect Racing     | Honda Civic Type R TCR   | 8  | Finlay Crocker    | 1-4, 6-7 |
| Verizon Connect Racing     | Honda Civic Type R TCR   | 88 | Ashley Sutton     | 5        |
| Laser Tools Racing         | Alfa Romeo Giulietta TCR | 16 | Aiden Moffat      | 1-2      |
| Laser Tools Racing         | Alfa Romeo Giulietta TCR | 61 | Derek Palmer      | 1-2      |
| WestCoast Racing           | Honda Civic TCR          | 19 | Andreas Bäckman   | 6        |
| WestCoast Racing           | Volkswagen Golf GTI TCR  | 19 | Andreas Bäckman   | 1-5, 7   |
| WestCoast Racing           | Volkswagen Golf GTI TCR  | 23 | Daniel Lloyd      | 1-7      |
| WestCoast Racing           | Volkswagen Golf GTI TCR  | 26 | Jessica Bäckman   | 1-7      |
| Maximum Motorsport         | Volkswagen Golf GTI TCR  | 27 | Tim Docker        | 5        |
| Maximum Motorsport         | CUPRA TCR                | 45 | Carl Swift        | 3-4, 7   |
| Maximum Motorsport         | CUPRA TCR                | 95 | Stewart Lines     | 1, 3-7   |
| BMR Autoglym Academy       | Honda Civic TCR          | 28 | Josh Price        | 2-3      |
| JP Racing                  | Honda Civic TCR          | 28 | Josh Price        | 7        |
| Pyro Motorsport            | Honda Civic TCR          | 32 | Oliver Taylor     | 1-2      |
| Pyro Motorsport            | Honda Civic Type R TCR   | 32 | Oliver Taylor     | 3-7      |
| Essex & Kent Motorsport    | Hyundai i30 N TCR        | 38 | Lewis Kent        | 1-7      |
| LMS Racing                 | CUPRA TCR                | 44 | Olli Parhankangas | 1        |
| Endurance Financial Racing | CUPRA TCR                | 45 | Carl Swift        | 1-2      |
| DW Racing                  | Vauxhall Astra TCR       | 50 | Darelle Wilson    | 1-4, 6-7 |
| Sean Walkinshaw Racing     | Honda Civic TCR          | 55 | Sean Walkinshaw   | 7        |
| Sean Walkinshaw Racing     | Honda Civic TCR          | 65 | Howard Fuller     | 1, 3     |
| DPE Motorsport             | Alfa Romeo Giulietta TCR | 61 | Derek Palmer      | 3-5      |
| DPE Motorsport             | Alfa Romeo Giulietta TCR | 76 | Robert Gilmour    | 3-5      |

## Calendario
| Gara | Gara | Circuito                   | Data        |
| ---- | ---- | -------------------------- | ----------- |
| 1    | G1   | Circuito di Silverstone    | 1º aprile   |
| 1    | G2   | Circuito di Silverstone    | 1º aprile   |
| 2    | G3   | Circuito di Knockhill      | 13 maggio   |
| 2    | G4   | Circuito di Knockhill      | 13 maggio   |
| 3    | G5   | Circuito di Brands Hatch   | 3 giugno    |
| 3    | G6   | Circuito di Brands Hatch   | 3 giugno    |
| 4    | G7   | Circuito di Castle Combe   | 15 luglio   |
| 4    | G8   | Circuito di Castle Combe   | 15 luglio   |
| 5    | G9   | Circuito di Oulton Park    | 4 agosto    |
| 5    | G10  | Circuito di Oulton Park    | 4 agosto    |
| 6    | G11  | Circuito di Croft          | 9 settembre |
| 6    | G12  | Circuito di Croft          | 9 settembre |
| 7    | G13  | Circuito di Donington Park | 14 ottobre  |
| 7    | G14  | Circuito di Donington Park | 14 ottobre  |

## Risultati e classifiche

### Gare
| Gara | Circuito       | Pole position   | Giro veloce     | Pilota vincitore | Scuderia vincitrice    |
| ---- | -------------- | --------------- | --------------- | ---------------- | ---------------------- |
| 1    | Silverstone    | Daniel Lloyd    | Andreas Bäckman | Daniel Lloyd     | WestCoast Racing       |
| 2    | Silverstone    |                 | Daniel Lloyd    | Daniel Lloyd     | WestCoast Racing       |
| 3    | Knockhill      | Daniel Lloyd    | Aiden Moffat    | Daniel Lloyd     | WestCoast Racing       |
| 4    | Knockhill      |                 | Josh Price      | Daniel Lloyd     | WestCoast Racing       |
| 5    | Brands Hatch   | Daniel Lloyd    | Daniel Lloyd    | Daniel Lloyd     | WestCoast Racing       |
| 6    | Brands Hatch   |                 | Andreas Bäckman | Daniel Lloyd     | WestCoast Racing       |
| 7    | Castle Combe   | Oliver Taylor   | Daniel Lloyd    | Oliver Taylor    | Pyro Motorsport        |
| 8    | Castle Combe   |                 | Daniel Lloyd    | Daniel Lloyd     | WestCoast Racing       |
| 9    | Oulton Park    | Ashley Sutton   | Ashley Sutton   | Ashley Sutton    | Verizon Connect Racing |
| 10   | Oulton Park    |                 | Stewart Lines   | Ashley Sutton    | Verizon Connect Racing |
| 11   | Croft          | Andreas Bäckman | Andreas Bäckman | Andreas Bäckman  | WestCoast Racing       |
| 12   | Croft          |                 | Lewis Kent      | Oliver Taylor    | Pyro Motorsport        |
| 13   | Donington Park | Daniel Lloyd    | Daniel Lloyd    | Daniel Lloyd     | WestCoast Racing       |
| 14   | Donington Park |                 | Josh Price      | Josh Price       | JP Racing              |

### Classifiche

#### Classifica piloti
| Pos. | Pilota           | SIL | SIL | KNO | KNO | BHI | BHI | CAS | CAS | OUL | OUL | CRO | CRO | DON | DON | Punti |
| ---- | ---------------- | --- | --- | --- | --- | --- | --- | --- | --- | --- | --- | --- | --- | --- | --- | ----- |
| 1    | Daniel Lloyd     | 1   | 1   | 1   | 1   | 1   | 1   | 2   | 1   | 2   | 4   | 3   | Rit | 1   | 3   | 514   |
| 2    | Oliver Taylor    | 3   | 3   | 2   | Rit | 2   | 5   | 1   | 2   | 8   | 2   | 2   | 1   | 4   | 6   | 453   |
| 3    | Andreas Bäckman  | 4   | 2   | 4   | 5   | 6   | Rit | 3   | 4   | 3   | 8   | 1   | 3   | 2   | 4   | 408   |
| 4    | Jessica Bäckman  | 8   | 6   | 7   | 6   | 4   | 2   | 6   | Rit | 6   | 5   | 5   | 4   | 6   | 5   | 300   |
| 5    | Lewis Kent       | 11  | 11  | Rit | 8   | 3   | 7   | 4   | 6   | 5   | 3   | 6   | 6   | 8   | 9   | 278   |
| 6    | Stewart Lines    | 9   | 8   |     |     | 5   | 4   | Rit | SQ  | 7   | 6   | 7   | 5   | 5   | 2   | 208   |
| 7    | Finlay Crocker   | 6   | 9   | Rit | Rit | 7   | Rit | Rit | NP  |     |     | 4   | 2   | 3   | 7   | 179   |
| 8    | Carl Swift       | 10  | 10  |     |     | 8   | Rit | 5   | 3   | Rit | NP  |     |     | 7   | 8   | 132   |
| 9    | Josh Price       |     |     | 3   | 2   | 9   | Rit |     |     |     |     |     |     | Rit | 1   | 130   |
| 10   | Darelle Wilson   | Rit | 7   | 8   | 4   | 11  | 6   | NP  | NP  |     |     | Rit | NP  | NP  | NP  | 101   |
| 11   | Derek Palmer Jr. | Rit | 12  | 6   | 7   | NP  | NP  | Rit | 5   | 4   | Rit |     |     |     |     | 99    |
| 12   | Howard Fuller    | 5   | 4   |     |     | 10  | 3   |     |     |     |     |     |     |     |     | 95    |
| 13   | Ashley Sutton    |     |     |     |     |     |     |     |     | 1   | 1   |     |     |     |     | 91    |
| 14   | Sean Walkinshaw  |     |     | 5   | 3   |     |     |     |     |     |     |     |     | 9   | 10  | 76    |
| 15   | Aiden Moffat     | 2   | Rit | Rit | NP  |     |     |     |     |     |     |     |     |     |     | 53    |
| 16   | Olli Kangas      | 7   | 5   |     |     |     |     |     |     |     |     |     |     |     |     | 40    |
| 17   | Tim Docker       |     |     |     |     |     |     |     |     | 9   | 7   |     |     |     |     | 30    |
| 18   | Robert Gilmour   |     |     |     |     | NP  | NP  | NP  | NP  | SQ  | NP  |     |     |     |     | -15   |
| —    | Alex Morgan      |     |     |     |     | Rit | Rit |     |     |     |     |     |     |     |     | 0     |
| Pos. | Pilota           | SIL | SIL | KNO | KNO | BHI | BHI | CAS | CAS | OUL | OUL | CRO | CRO | DON | DON | Punti |

| Colore  | Risultato             |
| ------- | --------------------- |
| Oro     | Vincitore             |
| Argento | 2º posto              |
| Bronzo  | 3º posto              |
| Verde   | Finito a punti        |
| Blu     | Finito senza punti    |
| Viola   | Ritirato (Rit)        |
| Viola   | Non classificato (NC) |
| Rosso   | Non qualificato (NQ)  |
| Nero    | Squalificato (SQ)     |
| Bianco  | Non partito (NP)      |
| Bianco  | Non ha gareggiato     |
| Bianco  | Infortunato (INF)     |
| Bianco  | Escluso (ES)          |
| Bianco  | Gara cancellata (C)   |

#### Classifica scuderie
| Pos. | Pilota                     | SIL | SIL | KNO | KNO | BHI | BHI | CAS | CAS | OUL | OUL | CRO | CRO | DON | DON | Punti |
| ---- | -------------------------- | --- | --- | --- | --- | --- | --- | --- | --- | --- | --- | --- | --- | --- | --- | ----- |
| 1    | WestCoast Racing           | 1   | 1   | 1   | 1   | 1   | 1   | 2   | 1   | 2   | 4   | 1   | 3   | 1   | 3   | 984   |
| 1    | WestCoast Racing           | 4   | 2   | 4   | 5   | 4   | 2   | 3   | 4   | 3   | 5   | 3   | 4   | 2   | 4   | 984   |
| 2    | Pyro Motorsport            | 3   | 3   | 2   | Rit | 2   | 5   | 1   | 2   | 8   | 2   | 2   | 1   | 4   | 6   | 458   |
| 3    | Maximum Motorsport         | 9   | 8   |     |     | 5   | 4   | 5   | 3   | 7   | 6   | 7   | 5   | 5   | 2   | 367   |
| 3    | Maximum Motorsport         |     |     |     |     | 8   | Rit | Rit | SQ  | 9   | 7   |     |     | 7   | 8   | 367   |
| 4    | Essex & Kent Motorsport    | 11  | 11  | Rit | 8   | 3   | 7   | 4   | 6   | 5   | 3   | 6   | 6   | 8   | 9   | 292   |
| 5    | Verizon Connect Racing     | 6   | 9   | Rit | Rit | 7   | Rit | Rit | NP  | 1   | 1   | 4   | 2   | 3   | 7   | 281   |
| 6    | Sean Walkinshaw Racing     | 5   | 4   | 5   | 3   | 10  | 3   |     |     |     |     |     |     | 9   | 10  | 180   |
| 7    | DPE Motorsport             | 2   | 12  | 6   | 7   | NP  | NP  | Rit | 5   | 4   | Rit |     |     |     |     | 144   |
| 7    | DPE Motorsport             | Rit | Rit | Rit | NP  | NP  | NP  | NP  | NP  | SQ  | NP  |     |     |     |     | 144   |
| 8    | BMR Autoglym Academy       |     |     | 3   | 2   | 9   | Rit |     |     |     |     |     |     | Rit | 1   | 134   |
| 9    | DW Racing                  | Rit | 7   | 8   | 4   | 11  | 6   | NP  | NP  |     |     | Rit | NP  | NP  | NP  | 110   |
| 10   | LMS Racing                 | 7   | 5   |     |     |     |     |     |     |     |     |     |     |     |     | 40    |
| 11   | Endurance Financial Racing | 10  | 10  |     |     |     |     |     |     |     |     |     |     |     |     | 31    |
| —    | Wolf-Power Racing          |     |     |     |     | Rit | Rit |     |     |     |     |     |     |     |     | 0     |
| Pos. | Pilota                     | SIL | SIL | KNO | KNO | BHI | BHI | CAS | CAS | OUL | OUL | CRO | CRO | DON | DON | Punti |

| Colore  | Risultato             |
| ------- | --------------------- |
| Oro     | Vincitore             |
| Argento | 2º posto              |
| Bronzo  | 3º posto              |
| Verde   | Finito a punti        |
| Blu     | Finito senza punti    |
| Viola   | Ritirato (Rit)        |
| Viola   | Non classificato (NC) |
| Rosso   | Non qualificato (NQ)  |
| Nero    | Squalificato (SQ)     |
| Bianco  | Non partito (NP)      |
| Bianco  | Non ha gareggiato     |
| Bianco  | Infortunato (INF)     |
| Bianco  | Escluso (ES)          |
| Bianco  | Gara cancellata (C)   |

#### Trofeo DSG
| Pos. | Pilota        | SIL | SIL | KNO | KNO | BHI | BHI | CAS | CAS | OUL | OUL | CRO | CRO | DON | DON | Punti |
| ---- | ------------- | --- | --- | --- | --- | --- | --- | --- | --- | --- | --- | --- | --- | --- | --- | ----- |
| 1    | Stewart Lines | 9   | 8   |     |     |     |     |     |     |     |     |     |     |     |     | 80    |
| 1    | Tim Docker    |     |     |     |     |     |     |     |     | 9   | 7   |     |     |     |     | 80    |
| 3    | Carl Swift    | 10  | 10  |     |     |     |     |     |     |     |     |     |     |     |     | 70    |
| Pos. | Pilota        | SIL | SIL | KNO | KNO | BHI | BHI | CAS | CAS | OUL | OUL | CRO | CRO | DON | DON | Punti |

| Colore  | Risultato             |
| ------- | --------------------- |
| Oro     | Vincitore             |
| Argento | 2º posto              |
| Bronzo  | 3º posto              |
| Verde   | Finito a punti        |
| Blu     | Finito senza punti    |
| Viola   | Ritirato (Rit)        |
| Viola   | Non classificato (NC) |
| Rosso   | Non qualificato (NQ)  |
| Nero    | Squalificato (SQ)     |
| Bianco  | Non partito (NP)      |
| Bianco  | Non ha gareggiato     |
| Bianco  | Infortunato (INF)     |
| Bianco  | Escluso (ES)          |
| Bianco  | Gara cancellata (C)   |